# Barbara Schett
Barbara Schett (ur. 10 marca 1976 w Innsbrucku) – austriacka tenisistka, zwyciężczyni trzech turniejów WTA w grze pojedynczej i dziesięciu w grze podwójnej.

## Kariera tenisowa
Praworęczna, z bekhendem oburęcznym; w gronie tenisistek zawodowych od 1992. Od 1994 klasyfikowana w pierwszej setce rankingu światowego, od 1996 w pierwszej pięćdziesiątce, sezon 1999 zakończyła na 8. miejscu; zajmowała 7. lokatę rankingu WTA we wrześniu 1999. Była także nr 8 na świecie w deblu (styczeń 2001).
W 1999 wystąpiła w ćwierćfinale US Open; w pozostałych turniejach wielkoszlemowych docierała do IV rundy (1/8 finału) – cztery razy w Australian Open, dwa razy we French Open i raz na Wimbledonie (także raz, nie licząc wyniku z 1999, na US Open). W 1999 wystąpiła w turnieju WTA Finals (odpadła w drugiej rundzie).
Wygrała 3 turnieje cyklu WTA Tour w grze pojedynczej – 1996 Palermo, 1997 Maria Lankowitz, 2000 Klagenfurt; również 3-krotnie przegrywała finały turniejowe – 1998 Palermo i Boston, 1999 Moskwa. Zwyciężyła w 10 turniejach deblowych – 1996 Palermo (w parze z Husárovą), 1997 Palermo (z Fariną Elią), 1998 Hamburg (ze Schnyder), 1999 Auckland (z Fariną Elią), 2001 Sydney (z Kurnikową), 2002 Hamburg (z Hingis), 2003 Paryż (hala, ze Schnyder), 2004 Paryż (hala, ze Schnyder), Budapeszt (z Mandulą), Sztokholm (z Molik). Przegrywała 9-krotnie w finałach imprez deblowych, m.in. w Filderstadt w 2000, grając w parze z Sánchez Vicario.
W 2001 przegrała finał wielkoszlemowego Australian Open w mikście, jej partnerem był Australijczyk Joshua Eagle. W parze ze Schnyder dotarła do półfinału debla na US Open 2004.
W latach 1993–2004 (z przerwą w 2003) reprezentowała Austrię w Fed Cup; startowała także na igrzyskach olimpijskich w Sydney (2000).
Wśród zawodniczek, które pokonała, były m.in. Venus Williams (I runda French Open 2001), Nathalie Tauziat, Arantxa Sanchez-Vicario, Amanda Coetzer, Amélie Mauresmo, Anke Huber.
Występem w Australian Open w styczniu 2005 zakończyła karierę sportową (przegrała w II rundzie ze Słowaczką Hantuchovą).

## Inne informacje
Jest żoną Joshuy Eagle. 28 kwietnia 2009 urodziła syna, Noaha.
Występuje jako komentator i ekspert tenisa w kanałach Eurosportu; wspólnie z Matsem Wilanderem prowadzi tam program Gem, Schett, Mats.

## Finały turniejów WTA
| Legenda                | Legenda |
| ---------------------- | ------- |
| Wielki Szlem           |         |
| Igrzyska olimpijskie   |         |
| WTA Tour Championships |         |
| 1988 – 2008            |         |
| Kategoria I            |         |
| Kategoria II           |         |
| Kategoria III          |         |
| Kategoria IV           |         |
| Kategoria V            |         |

### Gra pojedyncza
| Końcowy wynik | Nr | Data                 | Turniej         | Nawierzchnia | Przeciwniczka     | Wynik finału  |
| ------------- | -- | -------------------- | --------------- | ------------ | ----------------- | ------------- |
| Zwyciężczyni  | 1. | 21 lipca 1996        | Palermo         | Ceglana      | Sabine Hack       | 6:3, 6:3      |
| Zwyciężczyni  | 2. | 3 sierpnia 1997      | Maria Lankowitz | Ceglana      | Henrieta Nagyová  | 3:6, 6:2, 6:3 |
| Finalistka    | 1. | 19 lipca 1998        | Palermo         | Ceglana      | Patty Schnyder    | 1:6, 7:5, 2:6 |
| Finalistka    | 2. | 16 sierpnia 1998     | Boston          | Twarda       | Mariaan de Swardt | 6:3, 6:7, 5:7 |
| Finalistka    | 3. | 24 października 1999 | Moskwa          | Twarda       | Nathalie Tauziat  | 6:2, 4:6, 1:6 |
| Zwyciężczyni  | 3. | 16 lipca 2000        | Klagenfurt      | Ceglana      | Patty Schnyder    | 5:7, 6:4, 6:4 |

## Finały juniorskich turniejów wielkoszlemowych

### Gra pojedyncza
| Końcowy wynik | Rok  | Turniej         | Nawierzchnia | Przeciwniczka  | Wynik finału  |
| Finalistka    | 1994 | Australian Open | Twarda       | Trudi Musgrave | 6:4, 4:6, 2:6 |